# Hannelore Neeb
Hannelore Neeb (* 1940 in Stuttgart; † 10. Oktober 2015 in Karlsruhe) war eine deutsche Malerin und Bildhauerin.

## Leben

### Werdegang
Hannelore Neeb erhielt in Mannheim eine Ausbildung zur technischen Zeichnerin und war anschließend im erlernten Beruf tätig.
Von 1970 bis 1976 studierte sie Bildhauerei an der Staatlichen Akademie der Bildenden Künste Karlsruhe bei Wilhelm Loth und war 1975/1976 dessen Meisterschülerin.
Sie erhielt 1977/1978 ein Stipendium des Deutschen Akademischen Austauschdienstes (DAAD) für Wien und 1982 war sie Stipendiatin der Kunststiftung Baden-Württemberg.
Hannelore Neeb wurde auf dem Karlsruher Hauptfriedhof beigesetzt.

### Künstlerisches Wirken
Hannelore Neeb bemerkte an der Karlsruher Akademie, während der spielerischen Auseinandersetzung mit dem Akt, dass sie nur ganz bestimmte Linien und deren Verläufe interessierten; es war ein bestimmter Rhythmus, den sie später an allen organischen Formen in der Natur beobachtete und der Ausgangspunkt ihrer Arbeiten wurde. Sie sonderte Details aus, zeichnete diese nach und verfolgte nur noch ähnliche Strukturen.
Durch ihre Kommilitonin Ingeborg Maier-Buss kam sie mit dem Handwerklichen in der Bildhauerei in Berührung und hier vor allem mit Polyester; ihre Arbeiten lebte später von der Ambivalenz von organischen Assoziationen und dem Material Polyester, das als Inbegriff alles Künstlichen und Anorganischen angesehen wurde.
Ihre Arbeiten begannen immer mit einer Kohlezeichnung, die spontanes Manipulieren erlaubte; assoziativ vom Naturbild ausgehend, entstanden so Formen auf dem Papier. Diese Assoziationen des Betrachters lenkte sie durch die verschiedenen Titel, beispielsweise Embryo, Wiesending, Sumpfinsekt, Sternkraken, Halb geboren oder Fußfliege, in die richtigen Bahnen, doch war der Gegenstand nur als Ausgangspunkt dessen zu sehen, was dann an Neuem entstand. Nach diesen Vorzeichnungen baute sie ihre Plastiken zunächst im beliebig formbaren Ton auf; dies entsprach ihrem spontanen Arbeiten, bei dem sie ständig neue Dinge formen konnte. Von dieser Tonform goss sie in einem komplizierten Verfahren eine Gips-Negativ-Form, in die später der Polyester floss. Typisch für ihre bunt gehaltenen Plastiken war die Spannung zwischen glatten und knorpeligen, knorrigen Teilen, in denen das organisch Gewachsene bildhaft erstarrt war.

## Ehrungen und Auszeichnungen
Hannelore Neeb erhielt 2000 den Hanna-Nagel-Preis.

## Ausstellungen
- 10. Oktober 1980 bis 22. Oktober 1980: Plastiken und Handzeichnungen in Podium Kunst e. V. in Schramberg[3].
- 1991: Frauenperspektiven in der Kunst beim Frauenperspektiven Festival der GEDOK Gemeinschaft der Künstlerinnen und Kunstfördernden e.V. Karlsruhe[4].
- 6. Oktober 2000 bis 22. Oktober 2000: Badischer Kunstverein in Karlsruhe[5].
- 2001: Ausstellung gemeinsam mit Elke Wree in der Hans-Thoma-Gesellschaft, Kunstverein Reutlingen[6].
- 2014: Kohlezeichnungen im Kloster Stift zum Heiligengrabe[7].